# Фотодинамическая терапия
Фотодинамическая терапия (ФДТ) — неинвазивный метод лечения как неонкологических заболеваний, так и различных видов злокачественных опухолей, основанный на применении светочувствительных веществ — фотосенсибилизаторов — и света определённой длины волны. Метод основан на накоплении фотосенсибилизатора в патологических тканях и поглощении света, что запускает процесс избирательного разрушения патологических клеток.

## История открытия метода
Еще 6000 лет назад в Древнем Египте задолго до появления современной науки использовали принципы, схожие с фотодинамической терапией (ФДТ), для лечения кожных заболеваний. Их методы включали сочетание растительных экстрактов и солнечного света, что можно считать прообразом современных фотохимических реакций. Египтяне применяли растения, содержащие псоралены — природные фотосенсибилизирующие вещества для лечения депигментированных участков кожи (витилиго).
Процедуры фототерапии были также описаны в Эберском папирусе, датированном 1550 годом до н. э., и в священной индийской книге «Atharva Veda». Арабские источники XIII века упоминают тинктуру из семян Ammi majus, которую применяли для лечения депигментации.
В 1900 году немецкий студент Мюнхенского университета Оскар Рааб обнаружил, что красители (например, акридиновый оранжевый) под воздействием света вызывают гибель инфузорий рода Paramaecium. Этот эффект проявлялся только при наличии света и красителя, что стало первым шагом к пониманию фотодинамических реакций. В 1904 году профессор Герман фон Таппейнер ввёл термин «фотодинамическая реакция», определив её как процесс, требующий трёх компонентов: света, красителя и кислорода.
В 1924 году французский учёный А. Поликар заметил, что злокачественные опухоли под ультрафиолетовым светом флуоресцируют из-за накопления эндогенных порфиринов. Это наблюдение легло в основу идеи избирательного воздействия на опухоли.
В 1960-х годах профессор Ричард Липсон и его коллеги разработали производные гематопорфирина (HpD), которые избирательно накапливались в опухолях и позволяли визуализировать их с помощью флуоресценции. Это открыло путь к терапевтическому применению метода. В 1976 году фотодинамическая терапия с использованием гематопорфирина была впервые успешно проведена в США у больного с раком мочевого пузыря. После внутривенного введения HpD двое суток спустя наблюдался селективный некроз опухоли мочевого пузыря, при этом здоровые ткани оставались не поврежденными. В 1978 году началось массовое применение ФДТ, когда американский ученый Томас Догерти с коллегами добились частичного или полного некроза в 111 из 113 случаев кожных и подкожных опухолей, используя ламповый источник света. В 1980 году уже было использовано лазерное излучение с длиной волны 630 нм.
В 1984 году на основе HpD был создан Фотофрин — первый коммерческий фотосенсибилизатор, одобренный для лечения рака мочевого пузыря, пищевода и лёгких. Однако его недостатком была длительная светочувствительность кожи. 
В конце 80-х годов Россия оказалась в числе пионеров развития клинической ФДТ под руководством профессора О. К. Скобелкина, а к 1990 году в МАТХТ им. Менделеева был разработан фотосенсибилизатор Фотогем — отечественный аналог Фотофрина.
В 1994 году появились фотосенсибилизаторы второго поколения — препараты на основе хлоринов (Фоскан) и фталоцианинов (Фотосенс), которые обладали большей селективностью и меньшим количеством побочных эффектов. В 1996—1998 годах профессором Г. В. Пономаревым создан ряд фотосенсибилизаторов второго поколения, производных хлорина Е6 (Фотодитазин, Радахлорин).

## Принцип действия
Сенсибилизатор вводится в организм чаще всего внутривенно, но может применяться аппликационно или перорально. Вещества для ФДТ обладают свойством избирательного накопления в опухоли или иных целевых тканях (клетках). Затем поражённые патологическим процессом ткани облучают светом с длиной волны, соответствующей или близкой к максимуму поглощения красителя. В качестве источника света в настоящее время используются лазерные установки, позволяющие излучать свет определённой длины волны и высокой интенсивности. Поглощение молекулами фотосенсибилизатора квантов света в присутствии кислорода приводит к фотохимическим реакциям, в результате которой молекулярный триплетный кислород превращается в синглетный (реакция по типу II), либо образуется большое количество высокоактивных кислородсодержащих радикалов (по типу I). Синглетный кислород и радикалы вызывают гибель клеток по механизму некроза и апоптоза. ФДТ также может приводить к нарушению питания и гибели опухоли за счёт повреждения её микрососудов; в частности, такой механизм является преимущественным для израильско-канадского фотосенсибилизатора Tookad. Первый советский фотосенсибилизатор — Фотогем — был разработан во второй половине 1980-х годов научной группой под руководством профессора А. Ф. Миронова. Препарат успешно прошел клиническую проверку и с 1996 года разрешен для медицинского применения.

## Эффективность
Фотодинамическая терапия демонстрирует высокую клиническую и экономическую эффективность в лечении злокачественных новообразований кожи. Согласно статистическим данным, как в России, так и в зарубежной практике, на долю кожных опухолей приходится 65—70% всех случаев применения ФДТ, при этом показатель терапевтической эффективности достигает 100%.